# Dániel Magay
Dániel Magay (* 6. April 1932 in Szeged) ist ein ehemaliger US-amerikanisch-ungarischer Säbelfechter.

## Leben
Dániel Magay wurde 1954  in Luxemburg mit der Mannschaft Weltmeister. Bei den Olympischen Spielen 1956 erreichte er in Melbourne mit der Mannschaft ungeschlagen die Finalrunde, in der sie erneut ohne Niederlage blieb und den ersten Platz belegte. Gemeinsam mit Aladár Gerevich, Jenő Hámori, Attila Keresztes, Rudolf Kárpáti und Pál Kovács wurde Magay damit Olympiasieger. Nach den Spielen setzte er sich zusammen mit Jenő Hámori und Attila Keresztes in die Vereinigten Staaten ab. Er wurde dort mehrfacher Landesmeister. 
Magay ließ sich in der San Francisco Bay Area nieder und studierte Chemie und Ingenieurwissenschaften. Später arbeitete er im Silicon Valley bei Raychem, wo er zum Chief Research Officer aufstieg.